# Kongressdenkmal
Het Kongressdenkmal, ook wel Friedensdenkmal, is een architectonisch monument in de Duitse stad Aken. Het monument werd opgericht ter herdenking van het Congres van Aken (1818), aanvankelijk op de historische locatie aan de Adalbertsteinweg, vanaf 1928 in de Stadtgarten Aachen. Het Kongressdenkmal kwam tot stand tussen 1841 en 1844 naar een ontwerp van Karl Friedrich Schinkel in samenwerking met Johann Peter Cremer. Het is een voorbeeld van neoclassicistische architectuur in Duitsland en een beschermd monument onder het Denkmalschutzgesetz Nordrhein-Westfalen.

## Geschiedenis
De oprichting van het Akense Kongress- of Friedensdenkmal paste in de postnapoleontische golf van nationale trots, vaak samengaand met anti-Franse sentimenten, die in heel Europa leidde tot de oprichting van overwinnings- en herinneringsmonumenten aan de napoleontische oorlogen.

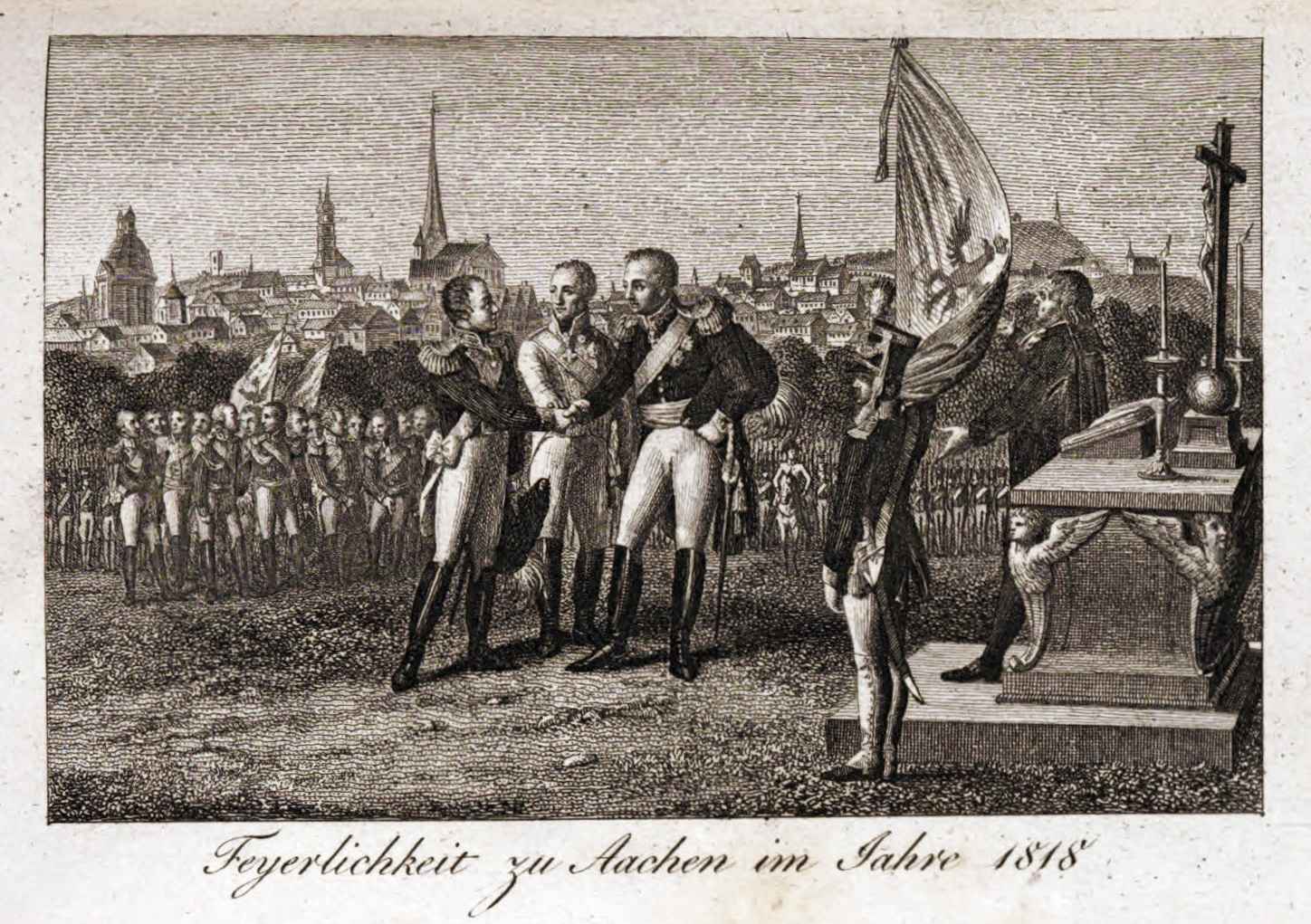
Eed van de drie vorsten bij het veldaltaar op de Monarchenhügel bij Aken, 18 oktober 1818

De directe aanleiding voor de bouw van het monument was een publieke eedaflegging tijdens het Congres van Aken door drie Europese vorsten, de Pruisische koning Frederik Willem III, de Oostenrijkse keizer Frans I en de Russische tsaar Alexander I. De ceremonie vond plaats op 18 oktober 1818 op een heuvel buiten de Adalbertspoort. De drie vorsten herdachten daar de vijfde verjaardag van de Slag bij Leipzig (Völkerschlacht bei Leipzig) met een militair-religieuze plechtigheid in de vorm van een massale kerkdienst in het open veld gecombineerd met een troepeninspectie en veel kanongebulder. Bij het op een natuurlijke hoogte opgerichte veldaltaar reikten de vorsten elkaar de hand en hernieuwden plechtig hun Leipziger gelofte om elkaar bij te staan en zich in te zetten "voor de redding der volkeren, voor het herstel van gerechtigheid en waarheid".

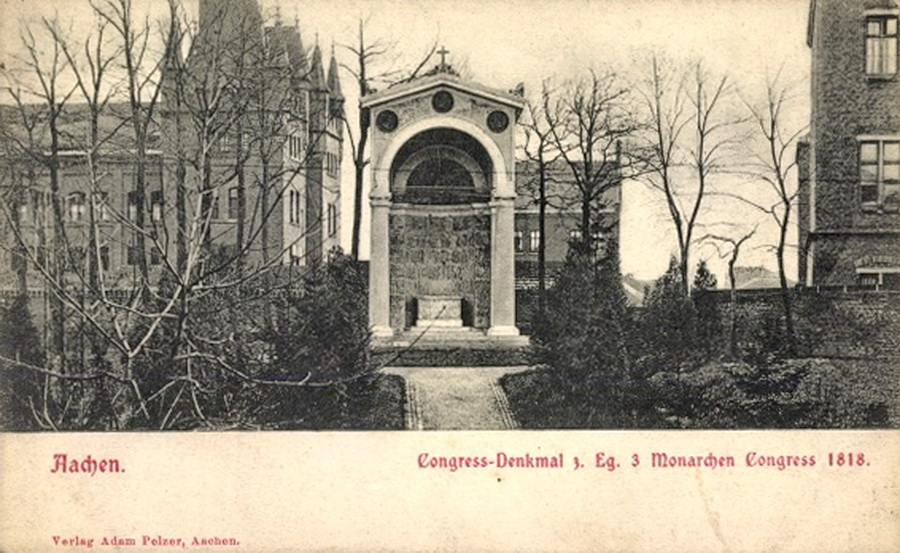
Omgeving Adalbertsteinweg, vóór 1914

De stad Aken wilde de herinnering aan deze plechtigheid vasthouden en besloot om op diezelfde plaats een monument op te richten. In 1822 presenteerde de Akense architect en staatsbouwinspecteur Johann Peter Cremer een tweetal ontwerpen voor een herinneringsmonument. Cremers ontwerptekeningen zijn niet bewaard gebleven, wel een beschrijving ervan door hemzelf, waaruit blijkt dat de twee ontwerpen nogal op elkaar leken. Het betrof een circa 25 m hoge constructie bestaande uit een gietijzeren erezuil, rustend op een driehoekig voetstuk en bekroond door een meer dan levensgroot beeld van een triomferende Europa.
Hierna gebeurde er jarenlang niets. Pas op 5 oktober 1835 vond de eerstesteenlegging plaats door de Pruisische kroonprins Friedrich Wilhelm, later koning Frederik Willem IV. Een definitief ontwerp was er nog niet, maar men wilde gebruik maken van de aanwezigheid van de kroonprins en zijn broer, prins Albrecht, die een rondreis door het Rijnland maakten, om het plan eindelijk te verwezenlijken. Kort daarna ging een fondsenwerving van start, die echter weinig succesvol was. Voorlopig bleef het bij de eerste, door de koning gelegde steen. In het voorjaar van 1837 verbleef een delegatie uit Aken in Berlijn om de Akense belangen bij de aanleg van de spoorweg van Luik naar Keulen te bepleiten. Toen men de kroonprins benaderde over het monument, bleek deze nog steeds zeer geïnteresseerd in de plannen, maar over het ontwerp van Cremer werd niet gerept. De kroonprins gaf daarop opdracht aan de Pruisische bouwmeester Karl Friedrich Schinkel om een ontwerp voor het monument te maken.
Schinkel koos voor de vorm van een sacellum (tempeltje of kapel), aangezien het monument "bedoeld was om in zekere zin een religieuze handeling te vereeuwigen".  Het ontwerp kreeg bijval van de kroonprins en Cremer werkte vervolgens Schinkels schetsontwerp uit in een gedetailleerde bouwtekening. De kosten werden beraamd op 11.600 taler. Ruim de helft daarvan werd uit de winst van het Akense casino betaald. De voorbereidingen voor de bouw werden vanaf 1839 overgedragen aan de Akense stadsbouwmeester Friedrich Joseph Ark, waarna ten slotte tussen 1841 en 1844 de bouw kon plaatsvinden door de Akense aannemer Andreas Hansen. Vorstschade aan de marmerconstructie zorgde eind 1843 voor vertraging. Het monument werd op 15 oktober 1844, de verjaardag van de koning, onthuld. De uiteindelijke kosten bedroegen 16.422 taler.
Tussen 28 juli en 28 augustus 1914 werd het monument gedemonteerd om plaats te maken voor de uitbreiding van het aangrenzende gerechtsgebouw. Het werd opgeslagen op de binnenplaats van het bestaande gerechtsgebouw, aanvankelijk met de bedoeling om het later te herbouwen op een naar de Adalbertsteinweg geopende binnenplaats van het nieuwe gerechtsgebouw, min of meer op de oude, historisch verantwoorde plaats. Dit plan werd verlaten ten gunste van herbouw in de openbare ruimte, om het monument toegankelijk te houden voor het publiek. Die ruimte werd gevonden in het Farwickpark, een noordelijke uitbreiding uit 1925 van de Stadtgarten.
Bij de herbouw in 1928 in de Stadtgarten, uitgevoerd door de Akense bouwmeester Karl Josef Frank in samenwerking met de steenhouwer August Laschet, werden beschadigde delen vervangen, waaronder de marmeren sokkel, waarvoor een exemplaar van blauwe hardsteen in de plaats kwam. De beschadigde zuilen werden met 80 cm ingekort, waarbij enkele trommels werden vervangen. De wederopbouw werd voltooid op 15 juni 1928. Het monument bevond zich in een nieuw aangelegd rosarium.
Tijdens de Slag om Aken in oktober 1944 raakten de twee voorste zuilen beschadigd, wat nog steeds te zien is.

## Architectuur
Het Kongressdenkmal is door de architecten Karl Friedrich Schinkel en Johann Peter Cremer vormgegeven als een kleine, vrijstaande tempel of kapel in de stijl van het neoclassicisme. Het monument heeft een vierkante plattegrond met aan de achterkant (noordzijde) een ondiepe, enigszins afgeplatte apsis. Het gebouw is aan drie zijden open. Op de vier hoeken bevinden zich ronde zuilen (zuidzijde) of vierkante pijlers, die een monumentale, rondbogige dakconstructie dragen. Het lichthellende zadeldak is bekleed met koper.
Het monument is geheel opgetrokken uit marmer, deels uit België, deels uit Carrara, dat door de Luikse marmermeester (marbrier) Ballat werd geleverd en verwerkt. Centraal in de apsis staat een veelkleurig marmeren altaar, dat herinnert aan het veldaltaar, waar de drie vorsten in 1818 hun eed zwoeren. Aan de gevel zijn drie bronzen plaquettes aangebracht, waarop de hoofden van de Pruisische, Oostenrijkse en Russische monarchen staan afgebeeld, ontworpen door de Akense tekenleraar Nikolaus Salm en waarschijnlijk uitgevoerd door de beeldhouwer Friedrich Joseph Porcher. De dakrand is versierd met neoclassicistische ornamenten en een bronzen kruis.

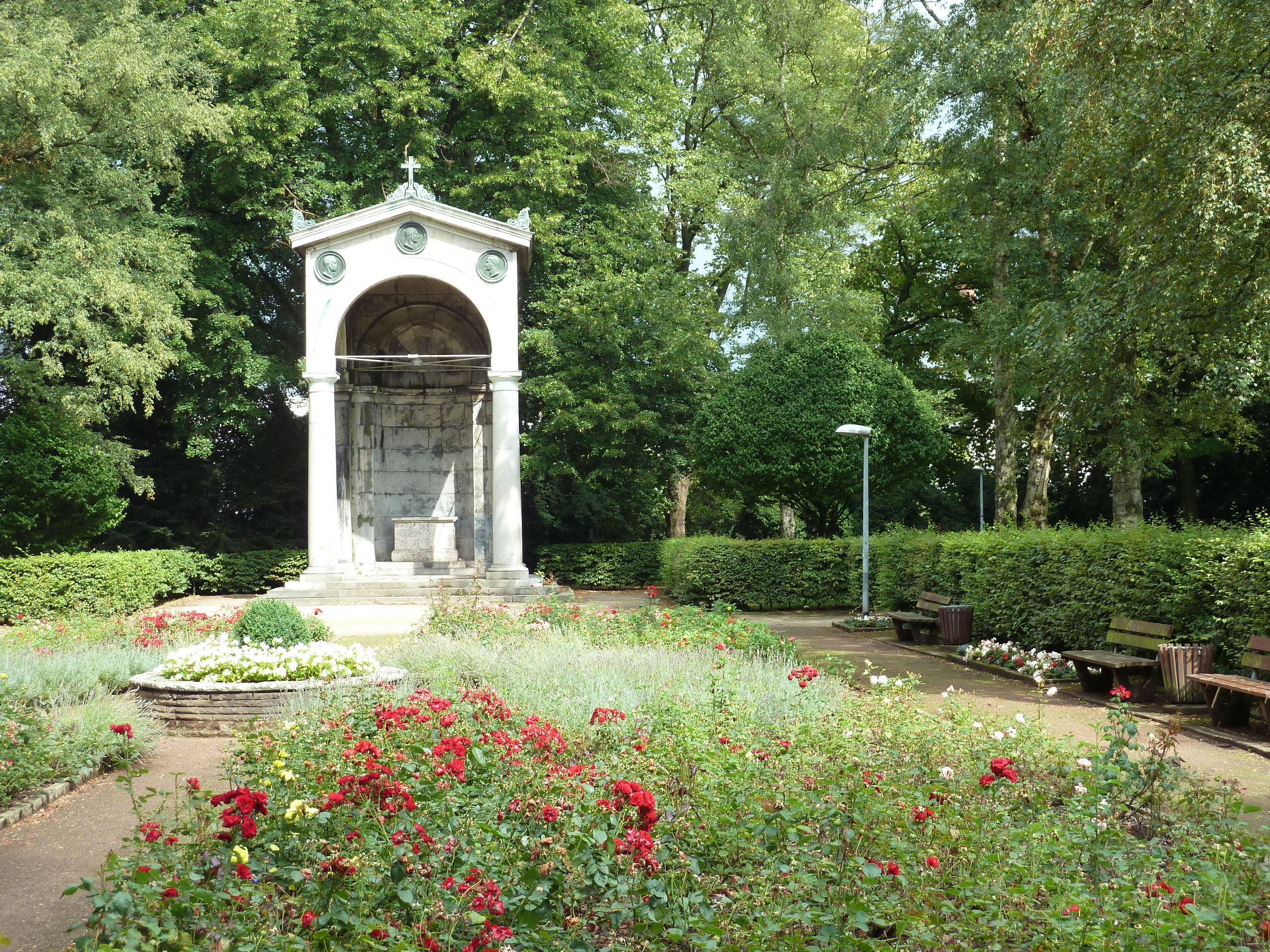
Kongressdenkmal en rosarium
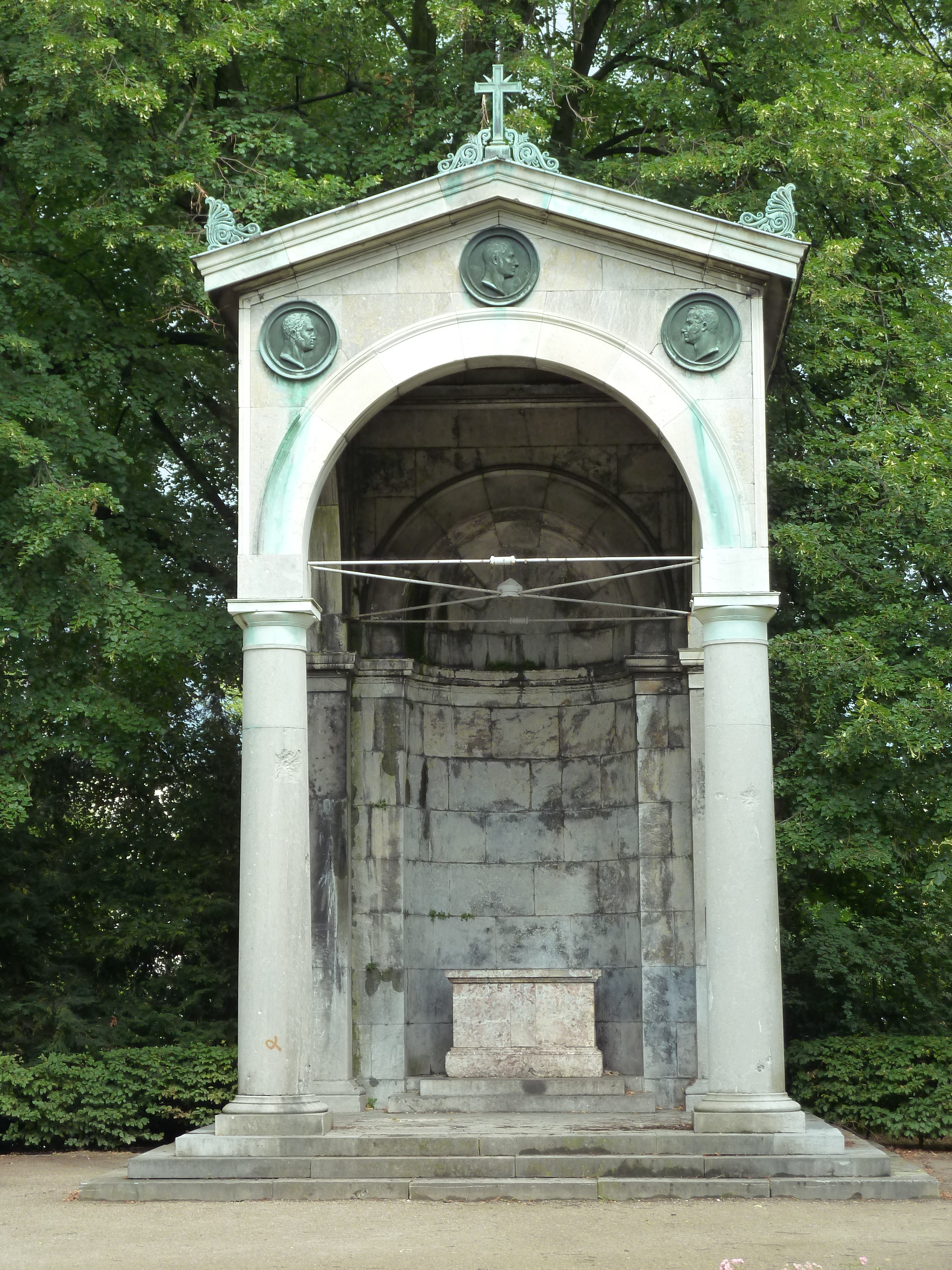
Vooraanzicht
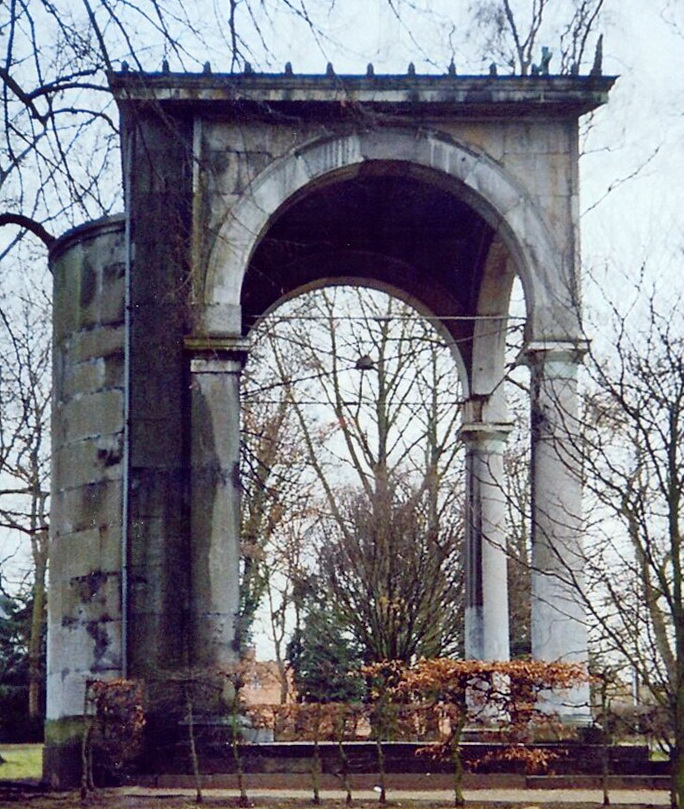
Zijaanzicht
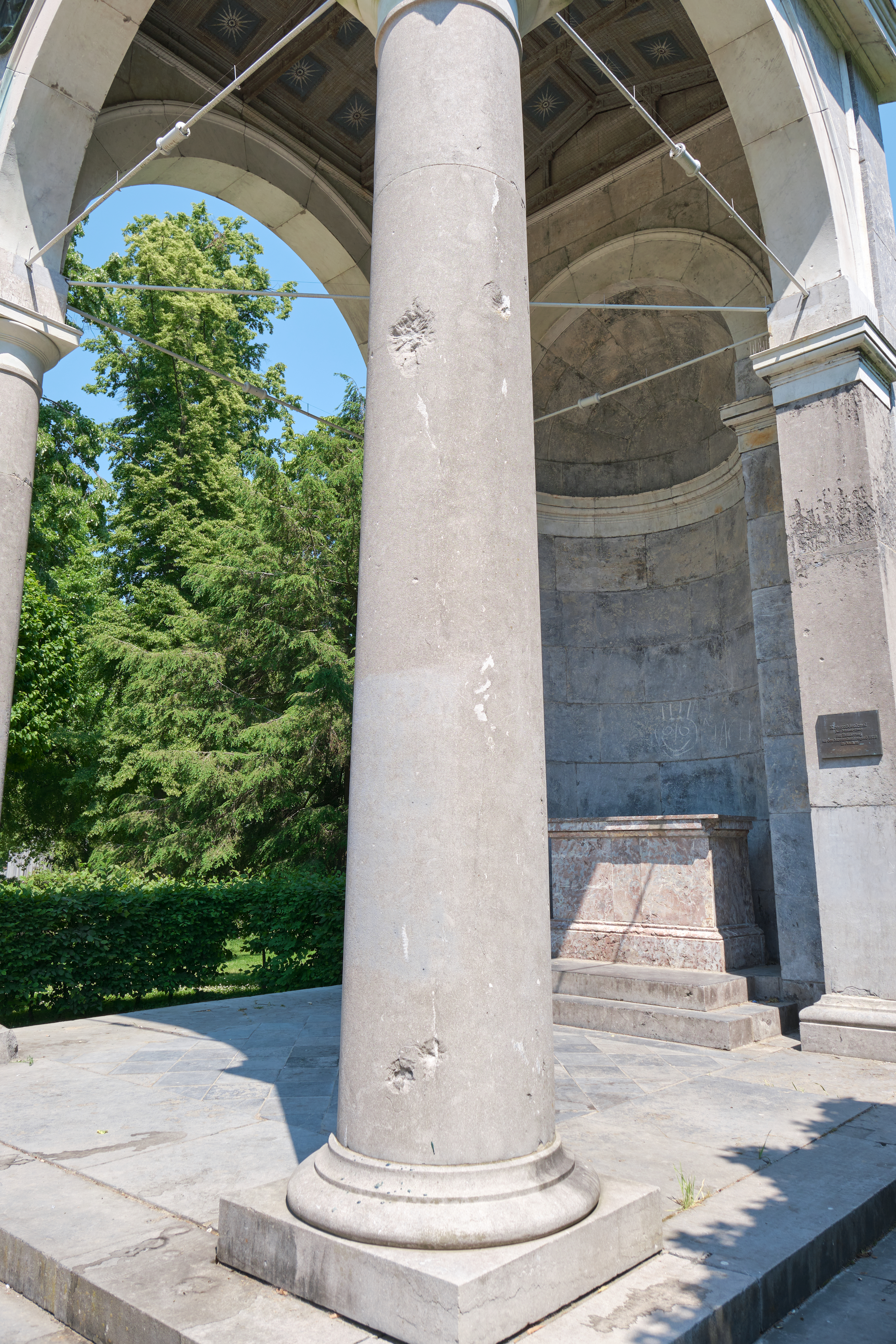
Oorlogsschade
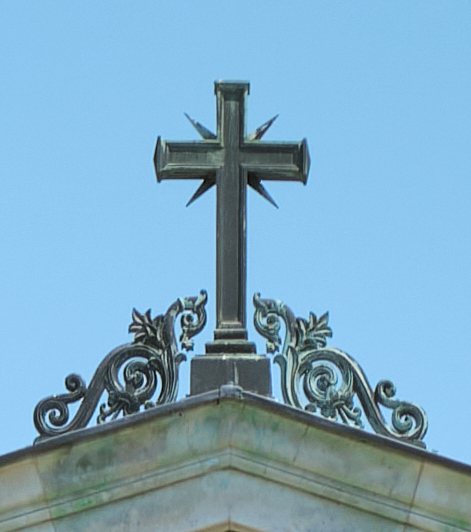
Dakbekroning
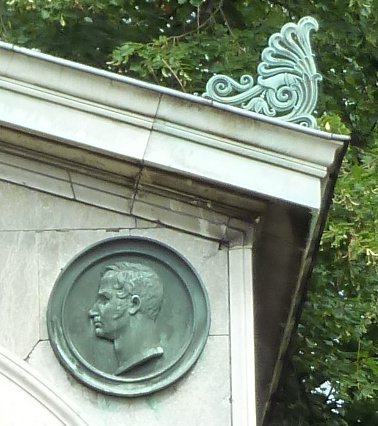
Medaillon & hoekornament
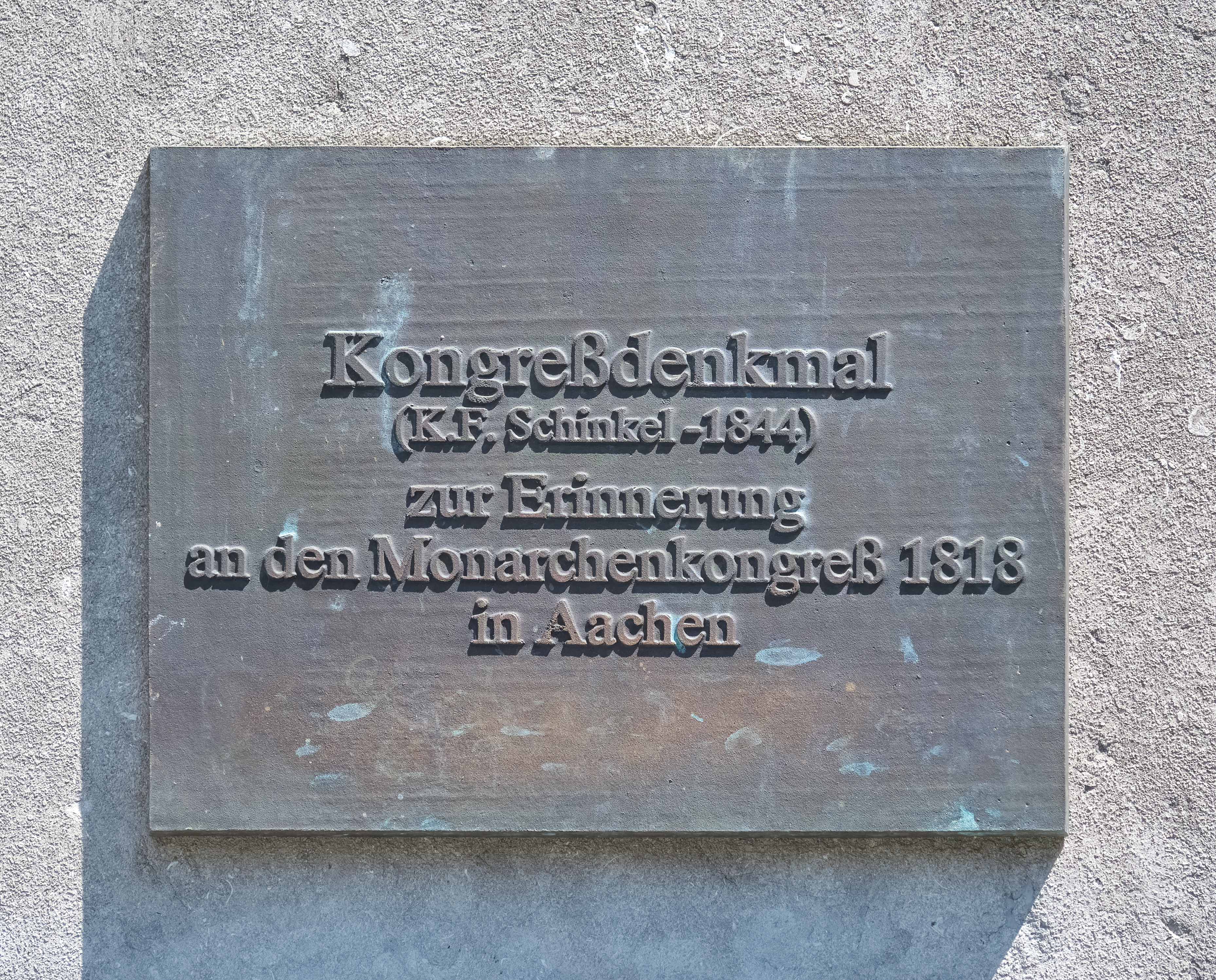
Plaquette

## Varia
- Behalve het Kongressmonument herinneren in Aken ook de Kongressstraße, de Alexanderstraße, de Friedrich-Wilhelm-Platz, de Franzstraße en het Gut Kaisersruh aan het Congres van Aken.